# Quinto Roscio Gallo
Quinto Roscio Gallo (Lanuvio, circa 120 a. C. – Roma, 62 a.C.) è stato un attore romano.

## Biografia
Nacque in una famiglia umile a Solonio, nelle campagne di Lanuvio, forse di condizione servile, come sembra testimoniare Plinio il Vecchio. Le sue qualità innate di recitazione lo resero uno degli attori più bravi e famosi della storia romana, tanto da diventare il maestro di dizione di Cicerone, fondare una scuola di recitazione, che divenne una delle più apprezzate e frequentate, e da scrivere un manuale. Era considerato principalmente attore comico, ma ricoprì anche ruoli tragici. Diventò ricchissimo e vantava l'amicizia profonda e sincera di personaggi di primo piano, come Cicerone. Proprio il famoso oratore lo difese nella causa di risarcimento contro Gaio Fannio Cherea, la Pro Roscio comoedo. Visse a lungo e morì all'inizio del 62 a. C..
Esistono diverse testimonianze sul suo stile di recitazione e sono tutte concordi nel riconoscervi estrema grazia, eleganza, sinuosità dei movimenti, trasporto e coinvolgimento del pubblico.
Il giudizio di Cicerone, pur forse orientato dall'amicizia e dai doveri di avvocato, è di profonda ammirazione sia per la dirittura morale dell'uomo che per la grandezza della sua arte, degna di rappresentare un punto di riferimento per l'attività oratoria, certamente ritenuta nella cultura romana come la più nobile. Addirittura egli racconta – pur considerandolo leggendario – un evento prodigioso accaduto al momento della nascita dell'attore, che lo accomuna ad altre investiture poetiche e civili tipiche dell'antichità; in ogni caso meritò di essere celebrato con una statua di Pasitele e un epigramma di Archia.